# Этот остров Земля
«Этот остров Земля» (англ. This Island Earth) — американский цветной художественный научно-фантастический фильм режиссёров Джозефа М. Ньюмана и Джека Арнольда, снятый ими в 1955 году. Премьера фильма на экранах кинотеатров состоялась 1 июня 1955 года. Один из поздних фильмов классической серии фильмов ужасов студии Universal.

## Сюжет
Доктор Кэл Мичэм, изучающий ядерную энергию, получает по почте детали от некоего прибора под названием энтерозитор и инструкцию по сборке. Энтерозитор оказывается средством связи, по которому с ученым сразу после окончания сборки связывается некий Эксетер и представляется главой союза ученых, намеренных сделать мир лучше. Он сообщает, что за доктором прилетит самолет. Оставив лабораторию помощнику, Мичэм в назначенное время приезжает в аэропорт, где его ждет беспилотный самолет (кресло пилота присутствует, но в нём никто не сидит), светящийся зеленым. Самолет доставляет Мичэма в особняк, где уже работают многие ученые, в том числе его знакомые — Рут Адамс и Стив Карлсон. Через какое-то время Кэл начинает понимать, что Эксетер и его помощники — такие же люди со странными чертами лица и белыми волосами — держат их силой и следят за каждым их шагом через энтерозиторы, стоящие в каждой комнате. Рут и Стив объясняют ему, что на этом объекте некоторым ученым промывают мозг, подчиняя, таким образом, их волю. Эксетеру срочно нужны новые источники атомной энергии, и он делает все, чтобы найти их.
Эксетер и его помощник Брэк подслушивают разговор ученых с помощью кота-шпиона, видя людей его глазами. Брэк предлагает полностью подчинить бунтовщиков с помощью некоего трансформатора, но Эксетер отвечает, что это недопустимо — трансформатор подавляет инициативу, а это отрицательно повлияет на деятельность мозга и может помешать работе. Затем он связывается с Мичэмом и просит его спокойно работать и не отвлекаться на встречи с коллегами в неустановленное время, а также демонстрирует ещё одну возможность энтерозитора — нейтринный луч, используемый как лазер. Несмотря на предупреждение, ученые продолжают встречаться. Кэлу рассказывают о принципе работы энтерозитора и о том, что рядом с домом есть некая рукотворная пещера. Ученые решают посмотреть, что там.
С Эксетером и Брэком связывается такой же светловолосый человек с такими же чертами лица, спрашивает, готовы ли они к отлету и сообщает, что нужен транспорт. Людей он приказывает взять с собой.
Кэл, Рут и Стив угоняют машину и едут к пещере. Хозяева замечают их побег и обстреливают дорогу с воздуха нейтринными лучами. Стив погибает. Кэл и Рут пытаются угнать самолет, но Эксетер перехватывает управление и погружает самолет на космический корабль. Он объясняет людям, что он, Брэк и команда корабля — инопланетяне с планеты Металлуна, которую непрерывно обстреливают враги. Металлуну долго защищало силовое поле, работающее на атомной энергии, но теперь ресурсы истощились, и поле может отключиться в любой момент. Они прибывают на планету. Эксетер приводит людей к Наставнику — главе правительства Металлуны. Наставник сообщает, что эвакуация с умирающей планеты уже началась, и планетой, на которую намерены переселиться беженцы, должна стать Земля. Наставник планирует колонизировать её. К воспротивившимся землянам он приказывает применить трансформатор. Эксетер, не одобряющий планы Наставника, отводит людей к трансформатору. Кэл «вырубает» Эксетера и вместе с Рут они направляются к звездолету. Их нагоняет очнувшийся Эксетер и сбегает с ними. Они покидают планету, которая сразу же гибнет. Подбитый корабль долетает до Земли. Смертельно раненый Эксетер велит Кэлу и Рут сесть в самолет, оставшийся на корабле, и лететь домой. После их отлета корабль вместе с Эксетером разбивается над океаном.

## Восприятие
При прокате в кинотеатрах кассовые сборы фильма составили 1 700 000 долларов США в США и Канаде . В рецензии фильма, опубликованном в газете «Нью-Йорк Таймс» (New York Times) спецэффекты фильма были названы «настолько красочными и великолепными, что на некоторые очевидные недостатки в фильме можно и закрыть глаза».

## В ролях
| Актёр             | Роль                                     |
| ----------------- | ---------------------------------------- |
| Джефф Морроу      | Эксетер                                  |
| Фейт Домерг       | доктор Рут Адамс                         |
| Рекс Рисон        | доктор Кэл Мичэм                         |
| Лэнс Фуллер       | помощник Эксетера Брэк                   |
| Расселл Джонсон   | доктор Стив Карлсон                      |
| Дуглас Спенсер    | Монитор                                  |
| Роберт Николс     | помощник Мичэма в лаборатории Джо Уилсон |
| Карл Людвиг Линдт | доктор Адольф Энгельборг                 |
| Джек Байрон       | фотограф                                 |
| Спенсер Чан       | доктор Ху Лин Тан                        |
| Ричард Дикон      | пилот                                    |
| Коулмен Фрэнсис   | курьер-доставщик                         |
| Марк Гамильтон    | житель Металлуны                         |
| Эдвард Хирн       | репортер                                 |
| Эдвард Ингрэм     | фотограф                                 |
| Лизалотта Валеска | доктор Мэри Питчер                       |

## Факты
- Несмотря на принадлежность к серии фильмов ужасов, «Этот остров Земля» — научно-фантастический фильм, не имеющий никакого отношения к хоррору[источник не указан 2704 дня].
- В одним из эпизодов Эксетер и Брэк видят людей глазами кота, однако изображение дано в цветовом спектре, недоступном кошачьему глазу[4].
- По словам Эксетера, мутант, встречающийся в одном из эпизодов, во многом напоминает земных насекомых, хотя визуально он представляет собой гуманоидное существо, не имеющее заметного сходства с насекомыми[источник не указан 2704 дня].
- В фильме впервые в истории кино использован луч захвата, позволяющий притягивать виды транспорта[источник не указан 2704 дня].
- В 1997 году американская хоррор-панк-группа The Misfits записала песню «This Island Earth», основой для которой послужил данный фильм[5].